# آئین هوشنگ
آئین هوشنگ کتابی مذهبی، اخلاقی و فلسفه‌گونه در بیان عقاید پارسیان و به زبان پارسی است. این کتاب مشتمل بر چهار رساله است:
1. نامهٔ خویشتاب در اثبات واجب، از پیشتاب شاگرد ساسان پنجم.
2. زردست افشار، در شناختن گوهر خرد، از آهوشکوی شاگرد ساسان دوم.
3. زنده‌روز د بقای روح از زنده‌آزرم.
4. زورهٔ باستان، در شناختن آغاز و انجام زمان و جهان و جهانیان و شناخت راه نیک از بد، گفتار ابراهیم زردشت، ترجمهٔ آذر شروه اسپهانی.

از دیباچهٔ رساله‌های اول، دوم و سوم برمی‌آید که در زمان خسرو پرویز تألیف شده‌است و رسالهٔ چهارم در زمان خسرو انوشیروان. مانکجی لیمجی هاتریا که بر رسائل مزبور مقدمه نوشته، متذکر گردیده که ترجمهٔ این رساله‌ها از پهلوی و ۳۰۰ سال قبل از چاپ کتاب صورت گرفته‌است. کتاب در سال ۱۹۲۶ در تهران چاپ شد. برخی این رساله‌ها را ساختگی و جعلی می‌دانند.